# 陈清机
陈清机（1881年—1940年），又名火萤、官篆、经纶，号穆亭，旅日华侨，出生于晋江县安海镇西宫、曾担任廣東革命政府委任的晋江县知事。2013年，陈清机宅被列为福建省文物保护单位。

## 生平
陈清机出生于福建省泉州府晋江县安海镇西宫。年轻时，在亲友的资助下创办“鸿泰号”干果店。并到日本神户创业。
1905年，在日本参加中国同盟会。
1911年辛亥革命前夕，回家乡，出任安海商会副总理，并被选为地方自治会议议员。与泉州同盟会成员组织“革命军”
1913年，回国，在安海创办“闽南泉安摩托车路股份有限公司”
1914年7月，开始准备修建安海至泉州公路线，但因总总原因被迫终止。并因其创办的报纸发表反对袁世凯的言论被查封，被迫再次东渡日本。
1919年，因应闽南靖国军司令许卓然邀请回国担任“晋南同政务处”路政局局长，并创办“闽南泉安民办汽车路股份有限公司”1919年7月1日，在安海镇金墩码头开始修筑“福建省第一条民办公路”。1920年4月，赴菲律宾，向马尼拉、宿务、怡朗等地的华侨筹款。募集到25万银元。
1922年6月泉安公路全线贯通。其修筑方式：筑好一段通车一段的方法，使得在公路在修筑期间就能开始利用，大大的提高的公路的利用率。之后几年又修筑青阳至石狮、安海至东石、石狮至浦内、安海至八尺岭、灵水至石狮、瑶琼至双沟、水头至小盈岭以及泉州至后渚等多条公路，通车总里程达到116公里，并在安海、东石港口建设码头，实现公路海运联运，有力地促进泉州公路运输网的形成。
1923年，陈清机任廣東革命政府委派的晋江县知事三个月。1926年12月—1927年3月，任安海市区长，任内提倡设立慈善机构“飨保堂”，并鼓励华侨投资建设安海电灯公司。
1929年，投资10万银元在南安水头创办“安海桥西垦殖公司”，从日本引进桑苗、果树苗、鸡、兔等优良品种和一批先进农机、技术。1932年初，聘请台湾籍技术人员到安溪、永春和南安一带探测矿产，11月即发起创办“安南永矿业股份有限公司”。
1935年，陈清机应李宗仁及广西省政府邀请，前往广西省会桂林。1937年秋，在广西上林县黎口隘创办“陈清机金矿公司”。
1940年7月22日，病逝于菲律宾碧瑶。